# 南美江
南 美江（みなみ よしえ、1915年〈大正4年〉10月5日 - 2010年〈平成22年〉8月6日）は、日本の女優。演劇集団 円所属。本名は南波 房江（なんば ふさえ）。

## 来歴・人物
広島県広島市出身。神奈川県横浜市で育ち、横浜第一高等女学校（後の神奈川県立横浜平沼高等学校）を卒業後、宝塚音楽歌劇学校（後の宝塚音楽学校）に入る。
1933年、宝塚少女歌劇団（後の宝塚歌劇団）に入団し、『トウランドット姫』で初舞台を踏む。入団時の成績は76人中2位。23期生。
美空暁子の名で男役として活躍。愛称は「ナンちゃん」。
1941年、「戦時色が濃くなり、夢がなくなった」として退団。
かかり付け医が長岡輝子の知人だったことから、1942年に文学座研究生となり、南美江の名で、1944年に初舞台を踏んで以降、文学座で活動。
1951年に放送されたラジオ東京（現・TBSラジオ）の『チャッカリ夫人とウッカリ夫人』で一般には知られるようになった。
1963年に文学座を退団し、賀原夏子らとグループNLTを結成。
その後浪曼劇場、劇団雲を経て、1975年に芥川比呂志や中村伸郎らと演劇集団 円を創立。
1983年には『サド侯爵夫人』で紀伊國屋演劇賞を受賞する。1988年、勲四等瑞宝章を受章。
晩年は高齢者施設で暮らし、2010年8月6日午前4時、肺炎のため横浜市内の病院で死去。94歳没。生涯独身だった。

## 宝塚歌劇団時代の主な舞台
- 1934年『トウランドット姫』※初舞台
- 1935年『マリオネット』 - 宝塚大劇場
- 1938年『金平巡國記』／『三つのワルツ』‐ オクターブ・ド・シャランセ役 - 宝塚大劇場
- 1938年『寶塚をとめ』 - 中劇場

## 宝塚歌劇団退団後の主な出演
※「 - 」は役名

### テレビドラマ
- 1958年 簪 - 松平とし子 役
- 1961年 松本清張シリーズ・黒い断層「支払い過ぎた縁談」
- 1961年 あしたの風
- 1962年 松本清張シリーズ・黒の組曲「一年半待て」
- 1963年 青春放課後 - バーのマダム 役[3]
- 1966年 若者たち
- 1966年 女と味噌汁 その4 - 前田京子 役
- 1966年 ザ・ガードマン 第77話「鏡の中の死刑台」 - 催眠術を使う祖母
- 1966年 ザ・ガードマン 第90話「女は魔物か」
- 1966 - 1967年 これが青春だ - 田代千代 役
- 1970年 徳川おんな絵巻 第7話「お妾拝領仕る」、第8話「嫁地獄」 - るい 役
- 1972 - 1973年 冬物語 - 宗方絹子 役
- 1972年 新だいこんの花 第16話「艦長さんはお年頃」 - 辻村あや子 役
- 1975年 ふりむくな鶴吉 第36話「三途の川往来記」
- 1975年 伝七捕物帳 第84話 「子はかすがい情けの絆」- お浅 役
- 1975年 非情のライセンス 第2シリーズ 第38話「男のうたは兇悪」 - 小谷清子 役
- 1975年 俺たちの旅 - 熊沢しの（伸六の母） 役
- 1976年 二丁目の未亡人は、やせダンプといわれる凄い子連れママ - 勢田はな江 役
- 1976年 パーマネント・ブルー 真夏の恋 - 女中とよ 役
- 1977年 ムー - 宇崎うらら 役
- 1977年 気まぐれ本格派 - 袖子と楓の母
- 1978年 空は七つの恋の色 ‐ 三雲梅 役
- 1978年 ムー一族 - 宇崎うらら 役[4]
- 1978年 特捜最前線 第50話「兇弾・神代夏子死す!」
- 1978年 横溝正史シリーズII「女王蜂」 - 大道寺槙 役
- 1978年 ゆうひが丘の総理大臣 第13話「さようなら柴田君!」
- 1978年 ナッキーはつむじ風 - 大田黒理事長 役
- 1979年 青春諸君! ‐ 白川歌子 役
- 1979年 午後の恋人 ‐ 小西厚子 役
- 1980年 離婚 - 理江 役
- 1980年 虹を織る - 島崎きぬ 役
- 1982年 ホームスイートホーム ‐ 北田文江 役
- 1982年 火曜サスペンス劇場「高校野球殺人事件」（1982年8月3日OA、NTV / 大映テレビ）
- 1983年 猟人日記
- 1983年 大奥 第33話「吉宗と肝っ玉母さん」・第34話「陽気な未亡人」 - 綾小路 役
- 1984年 太陽にほえろ! 第612話「怒れる狙撃者」 - 平野たかこ 役
- 1985年 恋はミステリー劇場 原島弁護士の愛と悲しみ（TBS）
- 1986年 銀河テレビ小説 下町三人娘 - 中原夏子 役
- 1986年 白虎隊 - 西郷律子 役
- 1987年 ザ・ドラマチックナイト 瑠璃の爪（CX） - 敦子・絹子姉妹の母
- 1988年 五稜郭 - 榎本武揚の母・琴 役
- 1988年 ノンちゃんの夢 - 結城菊（祖母） 役
- 1989年 明日はアタシの風が吹く ‐ とめ 役
- 1989年 教師びんびん物語II 第4話「勇気と涙の旅立ち」
- 1989年 水曜グランドロマン「最後の結婚詐欺」（NTV / 東北新社）
- 1990年 花も実もある
- 1992年 裸の大将 第52話「母子くんち太鼓」（KTV / 東阪企画） - 宇女 役
- 1992年 金曜ドラマシアター 主婦たちのざけんなヨ!! - 大牟田イネ
- 1992年 世にも奇妙な物語「逆探知」 - 磯辺キヌ 役
- 1993年 火曜サスペンス劇場「掏摸（スリ）」（1993年1月5日OA、NTV / 東映） - 清水しづ 役
- 1993年 嘘つきは夫婦のはじまり - 駒田富子 役
- 1993年 これから 海辺の旅人たち
- 1993年 はぐれ医者・お命預かります! - 相良ぎん 役
- 1994年 金曜エンタテイメント おふくろシリーズ10
- 1995年 僕らに愛を! - 井出きみ 役
- 1996年 素晴らしき家族旅行 - 菊地淑子 役
- 1996年 奇跡のロマンス - 上杉峰 役
- 1996年 ナースのお仕事 第1シリーズ - 小沢八重 役
- 1996年 忠臣蔵 - 大石クマ 役
- 1997年 ヤマ勘記者の事件日誌 - 東田幸代 役
- 1997年 棘・おんなの遺言状 - 菅原雪 役 [5]
- 1997年 浅見光彦シリーズ4 - 朱鷺紀江 役
- 2000年 はぐれ刑事純情派 - 大浦房子 役

### 映画
- せきれいの曲（1951年）
- 結婚行進曲 (映画)（1951年） - 頭山夫人 役
- 生きる（1952年） - 家政婦・林 役
- 若い人（1952年） - 輪井ウメ 役
- 山びこ学校（1952年） ‐ キクエの母 役
- にごりえ (映画)（1953年） - お八重 役
- 地獄門（1953年） ‐ 刀根 役
- ジャンケン娘（1955年） - 千明絹子 （由美の母） 役
- 流れる（1956年） ‐ いろどり 役
- 暗夜行路（1959年） - お由の母 役
- 秋日和（1960年） - 桑田夫人 役
- 名もなく貧しく美しく（1961年）
- 男嫌い (1964年)
- 他人の顔（1966年）
- 情炎（1967年）
- 若者たち（1968年）
- 夜明けの二人（1968年） - 中野政子 役
- 約束（1972年） ‐ 島本房江 役
- 白鳥の歌なんか聞えない（1972年）
- 四年三組のはた（1976年） ‐ 横山先生 役
- Wの悲劇（1984年） - 安恵千恵子（劇中劇：和辻みね役） 役
- Let's豪徳寺!（1987年） - 豪徳寺香 役
- おいしい結婚（1991年） - 小山まつ 役
- 泣きぼくろ（1991年）
- 外科室（1992年） - 腰元・綾 役
- 教祖誕生（1993年） ‐ 久栄 役
- NIGHT HEAD（1994年） ‐ 奥原晶子 役
- 天守物語（1995年）
- ちぎれ雲（1998年）
- プロゴルファー織部金次郎 第4作（1999年）
- いちばん美しい夏（2001年）

### 舞台
- 1950年 ワーニャ伯父さん（文学座）
- 1961年 地獄のオルフェウス（文学座）
- 1964年 ヴァージニア・ウルフなんかこわくない（NLT） - マーサ ※芸術祭奨励賞
- 1965年 サド侯爵夫人（NLT）
- 1973年 マイ・フェア・レディ
- 1974年 毒薬と老嬢（雲）
- 1977年 天守物語（日生劇場） - 奥女中 薄 役（※以降、持ち役として玉三郎主演の再演に6回出演 / 1979・1981・1985・1993・1994・1996年[6][7][8]）
- 1978年 夜叉ヶ池（円）
- 1982年 アトリエ（円）
- 1986年 赤ずきんちゃんの森の狼たちのクリスマス（円）
- 1988年 ガラスの仮面 - 月影千草
- 1991年 アプサンス─ある不在（円）
- 1995年 ねこ・こんさるたんと（円）
- 2001年 当世流・雨月物語 （円）

### ラジオドラマ
- チャッカリ夫人とウッカリ夫人（ラジオ東京、1951年 - 1952年）
- ベルリンが歌っていた（1986年11月22日、NHK） - マルグリット

### 吹き替え
- 1978年 刑事コロンボ・死者のメッセージ - アビゲイル・ミッチェル（ルース・ゴードン）